# Panning
El panning (o panoramización) es una técnica para enviar una señal de sonido en un medio y luego completo estéreo o multicanal. La distribución de esta señal de sonido (pares monofónicos o estereofónicos) se hace a través de un nuevo campo de sonido estéreo o multicanal determinado por un ajuste de control panorámico. 
Un ejemplo clásico es emitir un sonido de manera que a la persona que lo escucha le parece que se está produciendo más a su derecha que a su izquierda o viceversa.

## Funcionamiento
Una consola de grabación física típica tiene un control de panoramización para cada canal fuente entrante. Un control panorámico, conocido también como pan pot (truncamiento de "potenciómetro panorámico") es una perilla o control deslizante analógico con un indicador de posición que puede ir continuamente desde las 8 en punto, completamente a la izquierda hasta la posición de las 4 en punto totalmente a la derecha. El software de mezcla de audio reemplaza los potenciómetros con símiles virtuales en pantalla o controles deslizantes que funcionan de manera idéntica a las contrapartes físicas.
Un potenciómetro panorámico tiene una arquitectura interna que determina qué cantidad de señal fuente se envía a los buses izquierdo y derecho. "Pan pots divide las señales de audio en canales izquierdo y derecho, cada uno equipado con su propio control de ganancia discreta (volumen)". [1] Esta distribución de señal a menudo se denomina cono o ley.
Cuando está centrado (a las 12 en punto), la ley puede diseñarse para enviar -3, -4.5 o -6 decibeles (dB) por igual a cada bus. "La señal pasa a través de ambos canales a un volumen igual mientras el potenciómetro panorámico apunta directamente al norte."  Si los dos buses de salida se recombinan más tarde en una señal monoaural, entonces es deseable una ley de panoramización de -6 dB. Si los dos buses de salida deben permanecer en estéreo, entonces es deseable una ley de -3 dB. Una ley de -4.5 dB en el centro es un equilibrio entre los dos. Un control panorámico girado completamente hacia un lado da como resultado que la fuente se envíe a plena potencia (0 dB) a un bus (ya sea el canal izquierdo o derecho) y cero (-∞ dB) al otro. Independientemente de la configuración de panoramización, el nivel de potencia acústica general permanece (o parece permanecer) constante. Debido al fenómeno del centro fantasma, el sonido panorámico en la posición central se percibe como procedente de los altavoces izquierdo y derecho, pero no en el centro a menos que se escuche con auriculares, debido a la función de transferencia relacionada con la cabeza HRTF. [Citación necesitada]
La panorámica en audio toma prestado su nombre de la acción de panorámica en la tecnología de imágenes en movimiento. Se puede usar un potenciómetro de audio en una mezcla para crear la impresión de que una fuente se está moviendo de un lado del escenario al otro, aunque idealmente habría sincronización (incluidos los efectos de fase y Doppler), las diferencias de filtrado y reverberación presentes para una imagen más completa del movimiento aparente dentro de un espacio definido. Los controles simples de panorama analógico solo cambian el nivel relativo; no agregan reverberación para reemplazar la señal directa, los cambios de fase, modificar el espectro o cambiar el tiempo de demora. "Las huellas parecen moverse en la dirección en que [un] punto [s] los potenciómetros de paneo en un mezclador, aunque [uno] en realidad atenuar [s] las pistas en el lado opuesto del plano horizontal." 
La panoramización también se puede usar en un mezclador de audio para reducir o invertir el ancho estéreo de una señal estéreo. Por ejemplo, los canales izquierdo y derecho de una fuente estéreo se pueden panoramizar hacia arriba, que se envía por igual tanto a la salida izquierda como a la salida derecha del mezclador, creando una señal mono dual. 
Se utilizó un proceso de paneo temprano en el desarrollo de Fantasound, un sistema pionero de reproducción de sonido estereofónico para la película Fantasía (1940).

## Stereo-switching 0 intercambio de estéreo
Antes de que los potes de pan estuvieran disponibles, "se usaba un interruptor de tres direcciones para asignar la pista a la salida izquierda, a la salida derecha o a ambas (el centro)". Ubicuos en las listas de Billboard a mediados y finales de la década de 1960, ejemplos claros incluyen "Strawberry Fields Forever" de los Beatles y "Purple Haze" de Jimi Hendrix. En "A Day In The Life" de The Beatles, las voces de Lennon se cambian a la derecha en las dos primeras estrofas, en la tercera estrofa se cambian a centro y luego a la izquierda, y se gira a la izquierda en la última estrofa mientras durante el puente las voces de McCartney cambian a la derecha.